# 高松直輝
高松 直輝（たかまつ なおき、1958年5月5日 - ）は、日本の声優、ナレーター、俳優。東京都出身。リベルタ、プロダクション・タンク（2012年6月16日 - 2013年）、フリー期間を経て2014年5月1日からオフィスCHKに所属。北里大学水産学部卒業。谷富士ビジネスアカデミー声優科2期、映像テクノアカデミアプロ科卒業。本名及び旧芸名は高松 直樹。

## 出演作品

### 吹き替え
- ウソツキは結婚のはじまり（バンドリーダー）
- グッドラックチャーリー（ハリー）
- グッドワイフ2（ジョー・トリッピー、フォクソン）
- クローザー5
- ゴースト　天国からのささやき5（デール）
- THE EVENT/イベント（レイモンド・ジャービス副大統領）
- THE KILLING/キリング（ベングト）
- ザ・シークレットマン（ビル・サリバン〈トム・サイズモア〉）
- ザ・ストレンジャー
- ジェシー!（ビル）
- ジャスト・ゴー・ウィズ・イット
- チョイス!（ブーン大統領）
- デビル・インサイド（ガロ）
- 爆音家族（サイモン・クレイグ）
- プロジェクトランウェイ6
- ペク・ドンス（医師、ホンバンハン）
- ボードウォーク・エンパイア 欲望の街（フランキー・イェール）
- BONES 5
- ボルジア家 愛と欲望の教皇一族（ブルカルド、冒頭ナレーション）
- ミート・ザ・ペアレンツ3（ランディ・ウィアー〈ハーヴェイ・カイテル〉[7]）
- モンスタークエスト4
- リトル・フォッカーズ（ランディ）
- レスラー（ジ・アヤトラー）
- レバレッジ 〜詐欺師たちの流儀（フローレス）
- LAW & ORDER（アーサー・ブランチ地方知事、Dr.エミール・スコダ〈J・K・シモンズ〉）
- LAW & ORDER:LA（カロス判事、メラー所長）
- LAW & ORDER クリミナル・インテント（Dr.エミール・スコダ〈J・K・シモンズ〉）
- LAW & ORDER:性犯罪特捜班（Dr.エミール・スコダ〈J・K・シモンズ〉）
- LAW & ORDER:陪審評決（アーサー・ブランチ〈フレッド・ダルトン・トンプソン〉[8]）
- ロボット

### テレビアニメ
- 陸奥圓明流外伝 修羅の刻 第二部 寛永御前試合編（2004年、田宮長勝）
- LUPIN the Third -峰不二子という女-（2012年、キャスター[9]）※高松直樹とクレジット[1]
- いぬやしき（2017年、客）

### ゲーム
- クリーチャーズ
- 幻想のアルテミス（村岡篤春）
- さらば宇宙戦艦ヤマト 愛の戦士たち（2000年）
- ツインズストーリー
- ルシファード
- ゴシックは魔法乙女（ゴットヴィーン・ロンゲーナ大佐）

### 舞台
- 平成2年度芸術祭受賞「平成ロッキーハムレット」
- TANIZAKI　闇の跫音
- outsiders　忠臣蔵2001

### テレビ
- ルビコンの決断
- 心ゆさぶれ!先輩ROCK YOU再現ドラマ（岡田贊三）
- たけしの健康エンターテインメント!みんなの家庭の医学再現ドラマ（医者）
- ためしてガッテン再現ドラマ（カメラマン）

### CM
- 東京テレメッセージ
- 日本DEC
- プロカリテ
- アリコジャパン

### VP
- AIGスター生命
- 関東電気保安協会
- シスコシステムズ BOOM NEWS ASR9000
- クリナップ
- サミー ネットワークス
- セガ 入社式
- セガ 企業
- フォルクスワーゲン
- ボルボジャパン
- 富士通
- ニトムズ
- バイエル薬品
- サッポロ 黒ラベル
- TOYOTA ラクティス

### テレビCM
- ジョンソン パイプユニッシュ
- リスト
- コマツゼノア
- クロネコヤマト
- トミー ポケモンボードゲーム
- 味車
- リクルート リクナビ
- meiji キシリッシュ
- ROBROテレビ

### ラジオCM
- キリン 氷結
- トヨタ アリオン
- 武蔵野銀行
- 明治乳業 十勝チーズ
- ケンウッド カーオーディオ
- ケンウッド 携帯電話
- au by KDDI

### ボイスオーバー
- アメリカお宝鑑定団ポーンスターズ（マーク、他）
- アリゲーター$ハンター〜命知らずの男たち〜（トロイ）
- 最高の夏休み
- 日中ジャーナリスト交流会議
- アメリカの隠された戦争（フレッド・ブランフマン）
- カラフル（空港職員）
- 寄付する資産家たち（グルーム）
- キム・ジョンイルの実像
- “原子力は地球の未来”は本当か?
- 南北戦争将軍列伝~リーとグラント~（グルーム）
- ブラッド・メルツァーの暗号解読（バディ）
- マグニチュード10　超巨大地震の脅威（ムーア博士）
- 密着:ザヒ・ハワス博士のミイラ発掘（ナレーション、レズリー）